# Айрилик-Чешмесі (станція метро)
41°00′01″ пн. ш. 29°01′49″ сх. д. / 41.00024958097° пн. ш. 29.030174090417° сх. д.
Айрили́к-Чешмесі́ (тур. Ayrılık Çeşmesi) — станція лінії М4 Стамбульського метро. Відкрита 29 жовтня 2013 року для пересадки на станцію Айрилик-Чешмесі
Конструкція — станція глибокого закладення (глибина закладення — 28 м), має острівну платформу та дві колії.
Розташована у кварталі Айрилик-Чешмесі, Кадикей, Стамбул.
Пересадка: Айрилик-Чешмесі лінії Мармарай
| Попередня станція | Лінія | Лінія                           | Лінія | Наступна станція                    |
| ----------------- | ----- | ------------------------------- | ----- | ----------------------------------- |
| Кадикьой кінцева  |       | M4 (Стамбульський метрополітен) |       | Аджибадем до Стамбул-Сабіха Гьокчен |